# Лі Чун Сон
Лі Чун Сон (15 лютого 1979) — південнокорейський хокеїст на траві.
Бронзовий призер Чемпіонату Азії 2003 року.